# Европейский центр астронавтов
Европейский центр астронавтов (англ. European Astronaut Centre, EAC, нем. Europäisches Astronautenzentrum) — учреждение Европейского космического агентства и штаб-квартира Европейского корпуса астронавтов. Он находится недалеко от Кёльна, Германия, и состоит из шести отдельных подразделений: подготовка астронавтов, космическая медицина, управление астронавтами, исследование Луны человеком в рамках инициативы EAC по космическим кораблям и связь. Он предоставляет возможности для обучения и тренировок европейских и международных астронавтов-партнёров (включая бассейн с нейтральной плавучестью), особенно в отношении аппаратного обеспечения ЕКА для МКС, такого как Columbus и ранее ATV. Общая организация Европейского центра астронавтов также отвечает за организацию подготовки европейских астронавтов в центрах других партнёров, таких как США (Космический центр Джонсона НАСА), Россия (Звёздный городок), Канада (Сент-Юбер) и Япония (Цукуба).
Подразделение медицинских операций (Центр медицинской поддержки экипажа) занимается оказанием медицинской помощи европейским астронавтам и их семьям. Подразделение управления астронавтами оказывает поддержку и руководит профессиональной деятельностью астронавтов, выполняет подбор миссий астронавтам, а подразделение образования и связей с общественностью участвуют в деятельности, связанной с образованием и информационно-пропагандистской деятельностью, а также в надлежащем представлении европейских астронавтов и их космической деятельности для общественности.